# Gygis alba
El gaviotín albo (Gygis alba), también denominado  charrán blanco o gaviotín blanco, es una especie de ave Charadriiforme de la familia Sternidae propio de los océanos tropicales. Recibe también el nombre común de espíritu santo, por su capacidad de cernirse como las iconografías religiosas.[cita requerida]

## Distribución

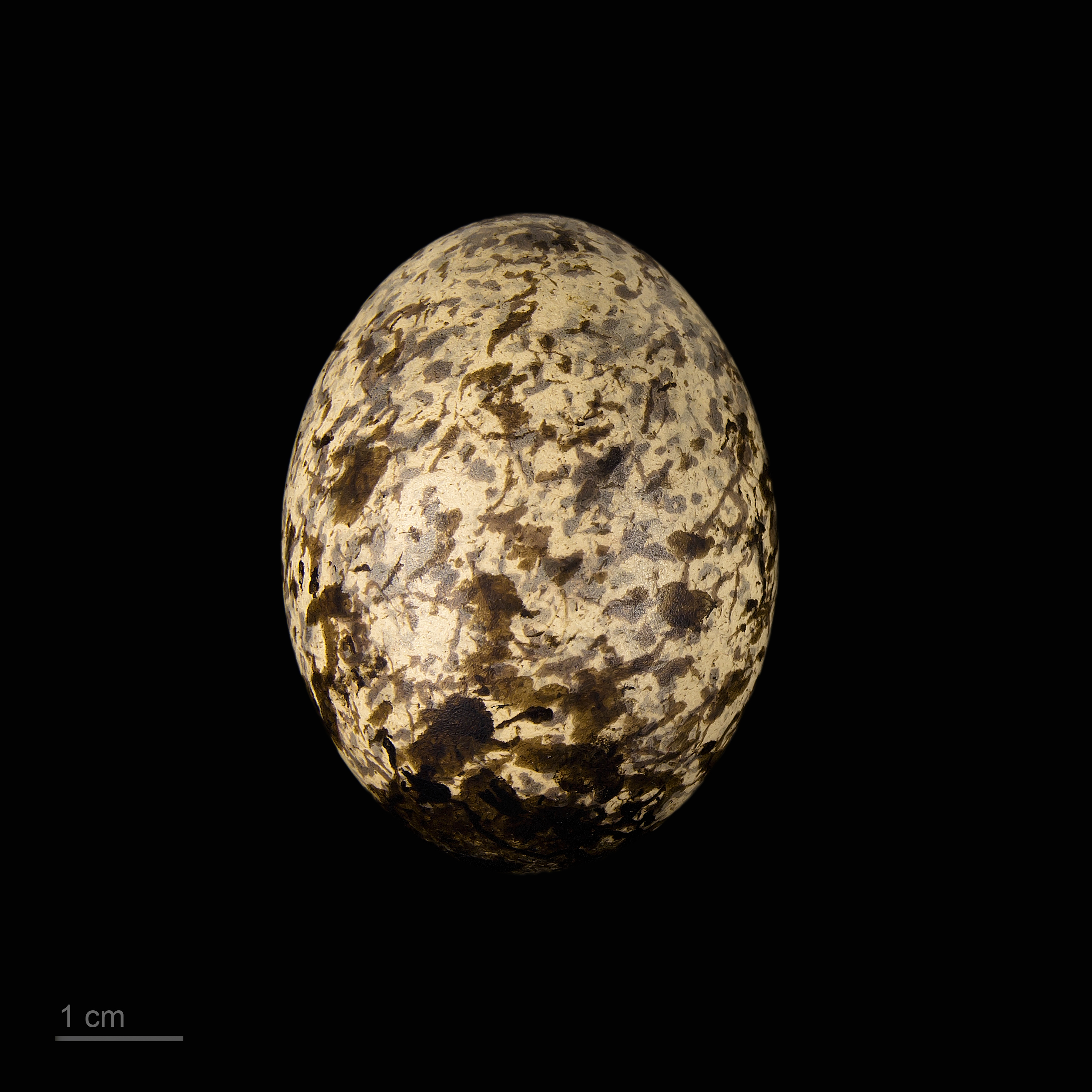
Gygis alba - MHNT

Habita en Oceanía, Australia, Nueva Zelanda, Sudeste Asiático, América.

## Características
Es un elegante charrán de aspecto suave y delicado. Es muy manso, y permite que se le acerquen. Tiene la cola bifurcada y un esbelto pico que parece algo inclinado hacia arriba. Es la única especie de charrán que tiene todo el plumaje blanco.

## Historia natural
Pasa gran parte del tiempo volando sobre aguas costeras o en medio del océano. Su vuelo es ligero y boyante, ágil y elegante y las alas son más anchas y más redondeadas que las de otros charranes. Efectúa un vuelo ascendente y se zambulle en picado para capturar peces y pequeños calamares en la superficie y captura peces cuando saltan. Los grandes ojos parecen ser una adaptación para alimentarse de noche, cuando sus presas salen a la superficie. Resulta notable por su costumbre de poner sus huevos directamente en las ramas de los árboles sin construir un nido, algo poco usual entre otros charranes que suelen construir sus nidos en el suelo. Se cree que la razón de este comportamiento es evitar parásitos del nido, que pueden causar el abandono de colonias enteras para otras aves marinas.

## Subespecies
Se conocen cuatro subespecies de Gygis alba:
- Gygis alba alba (Sparrman, 1786)
- Gygis alba candida (Gmelin, 1789)
- Gygis alba leucopes (Holyoak & Thibault, 1976)
- Gygis alba microrhyncha (Saunders, 1876)

Gygis alba microrhyncha es considerada por algunos autores como una especie independiente (Gygis microrhyncha). Por otro lado, hay autores que postulan la existencia de tres especies diversas: Gygis alba (en el océano Atlántico), Gygis candida y Gygis microrhyncha (estas dos en el océano Pacífico).